# Marie-Madeleine d'Aiguillon
Marie Madeleine de Vignerot, duquesa de Aiguillon (1604-17 de abril de 1675), fue una aristócrata francesa, recordada por sus obras de caridad y su patronazgo a artistas y matemáticos.

## Biografía
Era hija de Françoise du Plessis, hermana del cardenal Richelieu, y de su esposo René du Vignerot. En 1620 contrajo matrimonio con el sobrino del alguacil de Luynes, Antoine de Beauvoir du Roure, señor de Combalet, quien murió en 1622. En 1625, gracias a la influencia de su tío, Marie Madeleine se convirtió en dame d'atour de la reina madre María de Médici, siéndole otorgado en 1638 el título de duquesa de Aiguillon.
Marie Madeleine no volvió a casarse, a pesar de que Richelieu deseaba que su sobrina contrajese matrimonio con un príncipe, como el conde de Soissons o el hermano del rey. Tras la muerte del cardenal en 1642, la duquesa retuvo los honores y títulos adquiridos, si bien se retiró de la corte, dedicándose a obras de caridad. Se convirtió en patrona de las artes y las ciencias, procurando fondos para iniciativas notables. Trabajó con Vicente de Paúl, ayudándole a establecer el Bicêtre Hospital. También tomó parte en la reorganización del Hôtel-Dieu de París, inaugurando varios otros en las provincias, además del Hôtel-Dieu de Québec para los colonos.
La duquesa también fue patrona de Pierre Corneille, quien en 1636 le dedicó su tragedia "Le Cid". También otorgó su patronazgo a Marie Crous, matemática que introdujo el sistema decimal en Francia.